# Surigao del Sur

Surigao del Surs läge i Filippinerna

Surigao del Sur är en provins på ön Mindanao i Filippinerna. Den ligger i regionen Caraga och har 558 300 invånare (2006) på en yta av 4 552 km². Administrativ huvudort är Tandag.
Provinsen är indelad i 17 kommuner och 2 städer. Större städer är Bislig och Tandag.